# Ian Somerhalder

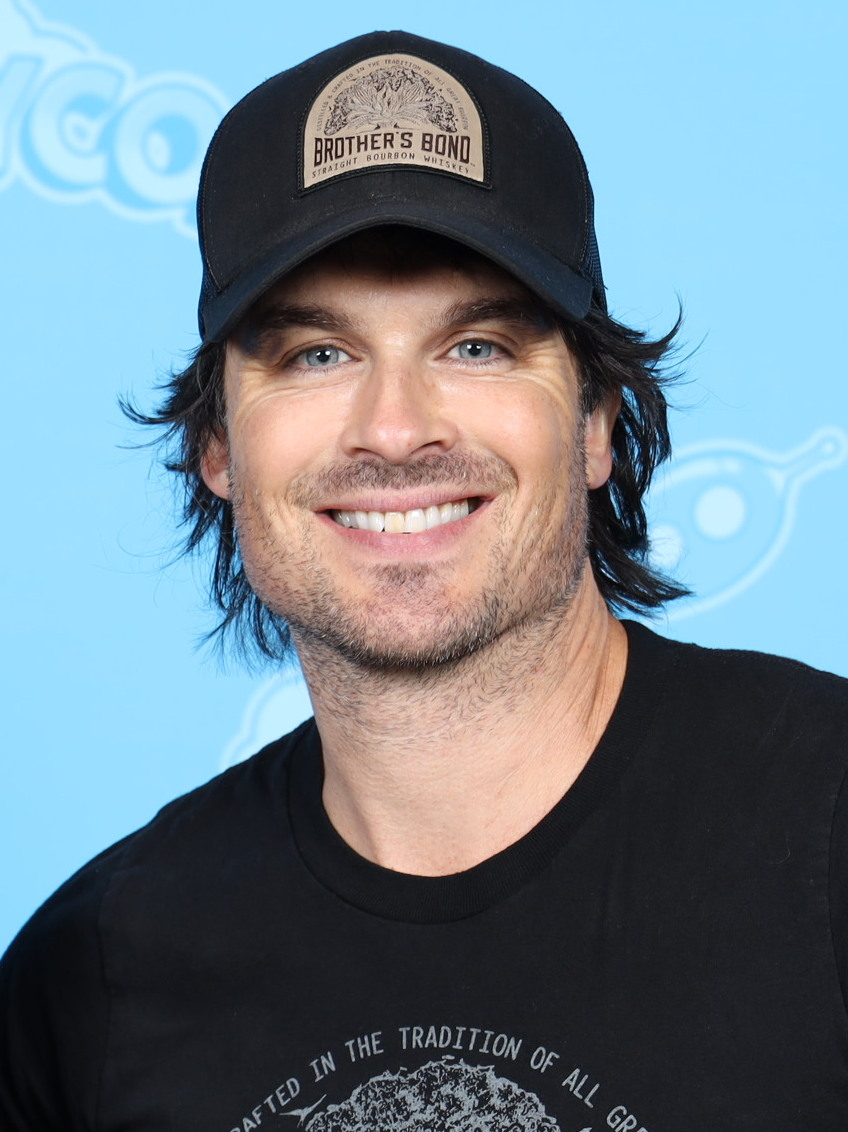
Ian Somerhalder (2023)

Ian Joseph Somerhalder (* 8. Dezember 1978 in Covington, Louisiana) ist ein US-amerikanischer Schauspieler, Tier- und Umweltschutz-Aktivist und früheres Model.

## Leben
Ian Somerhalder hat französische, englische, irische und indianische Vorfahren. Sein Vater Robert ist Architekt, seine Mutter Edna wuchs auf einer Schweinefarm auf und ist Massagetherapeutin. Ian hat eine Schwester und einen Bruder. Seine Eltern ließen sich scheiden, als er 13 Jahre alt war.
Somerhalder besuchte eine katholische Schule. Unterstützt von seiner Mutter begann er im Alter von zehn Jahren zu modeln. Nach seiner Tätigkeit als Model für Calvin Klein, Dolce & Gabbana, Gucci, Versace und Guess begann er eine Schauspielerkarriere. Im Alter von 18 Jahren absolvierte er eine Schauspielausbildung in New York.

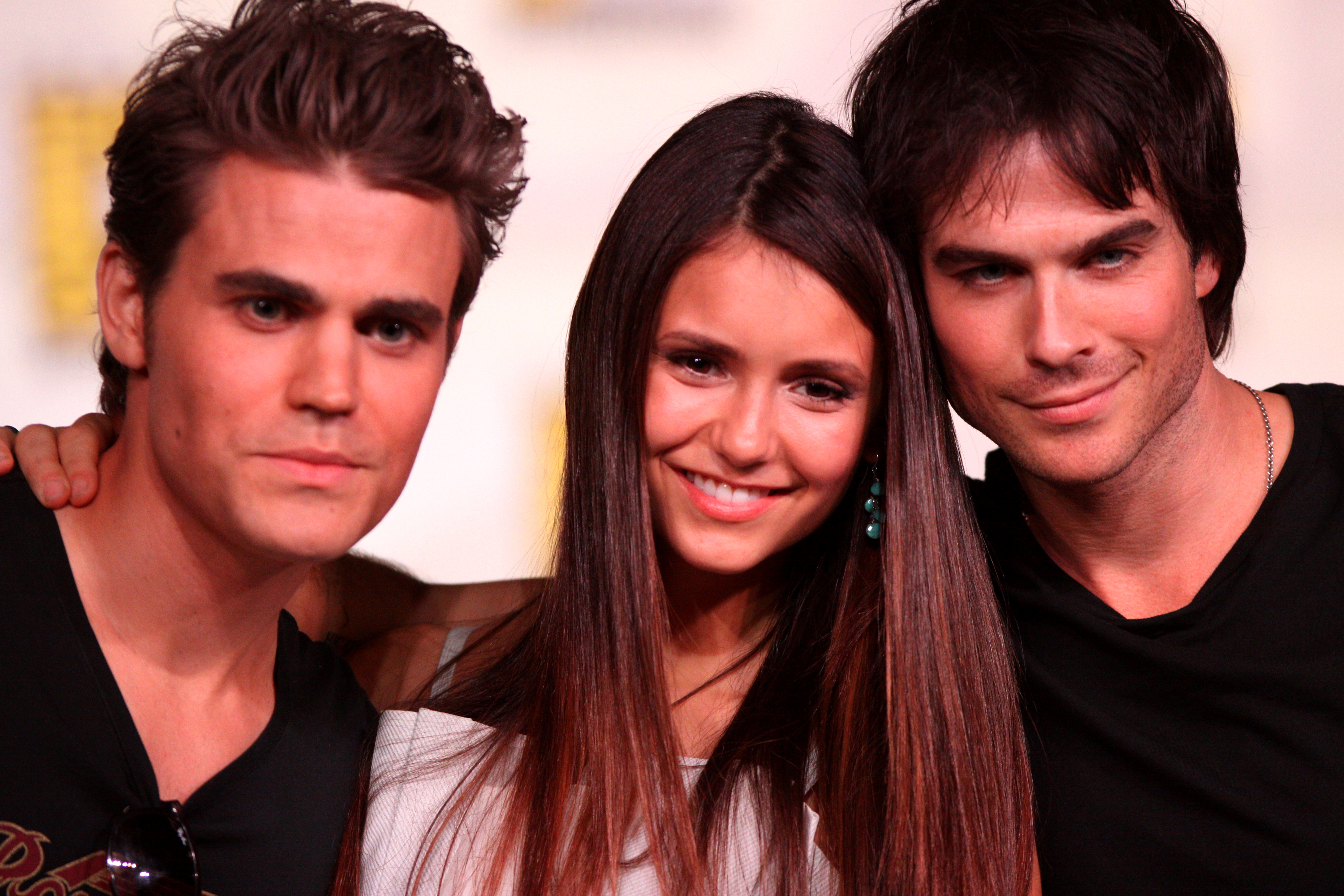
Somerhalder (rechts) mit Paul Wesley und Nina Dobrev auf der San Diego Comic-Con (2012)

2004 hatte er eine Hauptrolle in der Fernsehserie Lost, die er im Verlauf der ersten Staffel wieder verließ. Im selben Jahr war er in der dritten Staffel von Smallville in einer Nebenrolle zu sehen. Ab 2009 spielte er die Rolle des Damon Salvatore in der Fantasy-Serie Vampire Diaries. Neben ihm waren Nina Dobrev und Paul Wesley in den Hauptrollen zu sehen. Die Serie hatte am 10. September 2009 auf dem US-amerikanischen Sender The CW Premiere und kam auf insgesamt acht Staffeln. Im März 2018 gab Somerhalder bei der Magic Con in Bonn bekannt, dass seine nächste Rolle die eines Arztes in einem Netflix-Projekt sei.
Somerhalder engagiert sich bei Organisationen zur Erhaltung der Meere, wie der Sea Shepherd Conservation Society, indem er sie beim Fundraising zu ihrer Anti-Walfang-Kampagne Operation Zero Tolerance unterstützte, zu ihrer 30-Jahr-Feier ging und sich mit deren Merchandise-Produkten abbilden ließ. 2014 gab Somerhalder dem Korallenriff in der Serie Nature Is Speaking eine Stimme. Im selben Jahr wurde er zum „United Nations Environment Programme Goodwill Ambassador“ ernannt. Somerhalder arbeitet als Freiwilliger bei Tierheimen und der Organisation New Leash on Life. Weitere Umwelt- und Tierschutzorganisationen, die er unterstützt, sind Animals Asia, die Best Friends Animal Society, Global Green, Sierra Club, The Humane Society, Wild Aid, und den WWF. Des Weiteren unterstützt er die Organisation Love Letters to the South, die Betroffenen des Hurrikans Katrina finanzielle Hilfe zukommen lässt. Als er 2010 die Folgen der Ölpest im Golf von Mexiko sah, appellierte er an seine amerikanischen Schauspielkollegen, ihre Bekanntheit für eine Spendenaktion zu nutzen. Im November 2010 gründete er selbst eine Organisation, die Ian Somerhalder Foundation. Diese Organisation befasst sich vor allem mit Tier- und Umweltschutz, aber auch mit anderen Projekten.
Er war ab Herbst 2011 mit seiner Schauspielkollegin Nina Dobrev liiert. Laut Los Angeles Times haben sich die beiden jedoch im Mai 2013 getrennt. Dies bestätigte sich offiziell bei ihrem Auftritt bei den People’s Choice Awards 2014, als sie ihre Trennung bei der Dankesrede ansprachen. Im Oktober 2014 gab Somerhalder eine Beziehung mit der Schauspielerin Nikki Reed bekannt. Im Februar 2015 wurde die Verlobung des Paares bekannt, woraufhin sie kurz darauf am 26. April 2015 heirateten. Am 25. Juli 2017 kam eine gemeinsame Tochter zur Welt.

## Filmografie

### Filme
- 1998: Celebrity – Schön. Reich. Berühmt. (Celebrity)
- 2001: Anatomy of a Hate Crime (TV-Film)
- 2001: Das Haus am Meer (Life as a House)
- 2002: Changing Hearts
- 2002: Die Regeln des Spiels (The Rules of Attraction)
- 2004: U-Boat (In Enemy Hands)
- 2004: The Old Man and the Studio (Kurzfilm)
- 2004: Recess (Kurzfilm)
- 2004: Fearless (TV-Film)
- 2006: Pulse – Du bist tot, bevor Du stirbst (Pulse)
- 2006: Jackbutt – The TV Movie (TV: The Movie)
- 2006: The Sensation of Sight
- 2007: Marco Polo (TV-Film)
- 2008: The Lost Samaritan
- 2008: Lost City Raiders (TV-Film)
- 2009: Wake
- 2009: Fireball (TV-Film)
- 2009: The Tournament
- 2010: How to Make Love to a Woman
- 2013: Caught On Tape
- 2014: Anomaly – Jede Minute zählt (The Anomaly)
- 2016: Time Framed
- 2023: Common Ground (Dokumentarfilm)

### Fernsehserien
- 1997: Big Easy – Straßen der Sünde (The Big Easy, Folge 2x13)
- 1999: Future Man (Now and Again, Folge 1x07)
- 2000: Rawley High – Das erste Semester (Young Americans, acht Folgen)
- 2002: CSI: Den Tätern auf der Spur (Folge 3x01)
- 2003: Law & Order: Special Victims Unit (Folge 4x20)
- 2003: CSI: Miami (Folge 2x05)
- 2004: Smallville (sechs Folgen)
- 2004–2007, 2010: Lost (30 Folgen)
- 2007: Tell Me You Love Me (sechs Folgen)
- 2009–2017: Vampire Diaries (The Vampire Diaries, 171 Folgen)
- 2014, 2016: Years of Living Dangerously (Dokuserie, zwei Folgen)
- 2019: V-Wars (zehn Folgen)

## Auszeichnungen
- 2002: Young Hollywood Award in der Kategorie Exciting New Face – Male
- 2006: Screen Actors Gulid Award in der Kategorie Outstanding Performance by an Ensemble in a Drama Series für Lost
- 2010: Teen Choice Award in der Kategorie Villain für Vampire Diaries
- 2011: Teen Choice Award in der Kategorie Actor: SCI-FI/Fantasy für Vampire Diaries
- 2011: Nominierung für den Teen Choice Award in der Kategorie Choice Vampire für Vampire Diaries
- 2011: Nominierung für den People’s Choice Award in der Kategorie Favourite TV Drama Actor für Vampire Diaries
- 2012: Teen Choice Award in der Kategorie Choice TV Actor: Fantasy/Sci-Fi für Vampire Diaries
- 2012: Teen Choice Award in der Kategorie Choice Male Hottie
- 2013: Teen Choice Award in der Kategorie Choice TV Actor: Fantasy/Sci-Fi für Vampire Diaries
- 2014: People’s Choice Award in der Kategorie Favourite TV Actor: Fantasy/Sci-Fi für Vampire Diaries
- 2014: People’s Choice Award in der Kategorie Best On-Screen Chemistry für das Paar Damon Salvatore und Elena Gilbert in Vampire Diaries
- 2014: Teen Choice Award in der Kategorie Choice TV Actor: Fantasy/Sci-Fi für Vampire Diaries
- 2014: Nominierung für den Teen Choice Award in der Kategorie Choice Male Hottie
- 2015: People’s Choice Award in der Kategorie Favorite TV-Duo für das Paar Damon Salvatore und Elena Gilbert in Vampire Diaries
- 2015: Teen Choice Award in der Kategorie Choice TV Liploc für das Paar Damon Salvatore und Elena Gilbert in Vampire Diaries

## Trivia
- Gemeinsam mit Paul Wesley vertreibt Somerhalder den Bourbon Whiskey Brother’s Bond Bourbon. Die beiden verkörperten in der Fernsehserie Vampire Diaries die Brüder Damon Salvatore und Stefan Salvatore, die während der Episoden gerne ein Glas Whiskey tranken.[22][23][24]